# August 1990
Portal Geschichte | Portal Biografien | Aktuelle Ereignisse | Jahreskalender | Tagesartikel

◄ |
19. Jahrhundert |
20. Jahrhundert
| 21. Jahrhundert

◄ |
1960er |
1970er |
1980er |
1990er
| 2000er | 2010er | 2020er | ►

◄ |
1986 |
1987 |
1988 |
1989 |
1990
| 1991 | 1992 | 1993 | 1994 | ►

◄ |
Mai 1990 |
Juni 1990 |
Juli 1990 |
August 1990 |
September 1990 |
Oktober 1990 |
November 1990 |
►
Dieser Artikel behandelt aktuelle Nachrichten und Ereignisse im August 1990.

## Tagesgeschehen

### Mittwoch, 1. August 1990

Neue offizielle Flagge des Benin

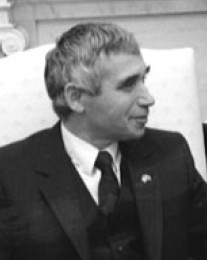
Schelju Schelew

- Porto Novo/Benin: Nach dem Ende der Volksrepublik Benin trägt der inzwischen auf „Republik Benin“ getaufte westafrikanische Staat wieder die grün-gelb-rote Flagge seiner ersten Epoche im Anschluss an die Unabhängigkeit von Frankreich vor 30 Jahren.[1]
- Sofia/Bulgarien: Die Nationalversammlung wählt Schelju Schelew von der oppositionellen Union der Demokratischen Kräfte in Nachfolge des parteilosen Politikers Stanko Todorow zum neuen Präsidenten des Landes. Schelew ist das vierte Staatsoberhaupt innerhalb von vier Monaten und das erste seit 1946, das nicht aus dem Umfeld der bulgarischen Kommunisten stammt.[2]

### Donnerstag, 2. August 1990
- Kuwait: Die Streitkräfte des Irak dringen mit 100.000 Mann in das südliche Nachbarland Kuwait ein. Dessen Staatsoberhaupt Scheich Dschabir al-Ahmad al-Dschabir as-Sabah flieht nach Saudi-Arabien. Der Sicherheitsrat der Vereinten Nationen in New York verurteilt die Invasion am selben Tag in seiner Resolution 660 mit 14 Stimmen ohne Gegenstimme.[3]

### Samstag, 4. August 1990
- Kuwait-Stadt/Kuwait: Der im Irak ausgebildete Kuwaiter Alaa Hussein Ali ruft die Republik aus. Am 2. August befehligte Ali als Leutnant in den kuwaitischen Streitkräften den erfolgreichen Putsch gegen das Staatsoberhaupt des Emirats Scheich Dschabir al-Ahmad al-Dschabir as-Sabah.

### Montag, 6. August 1990

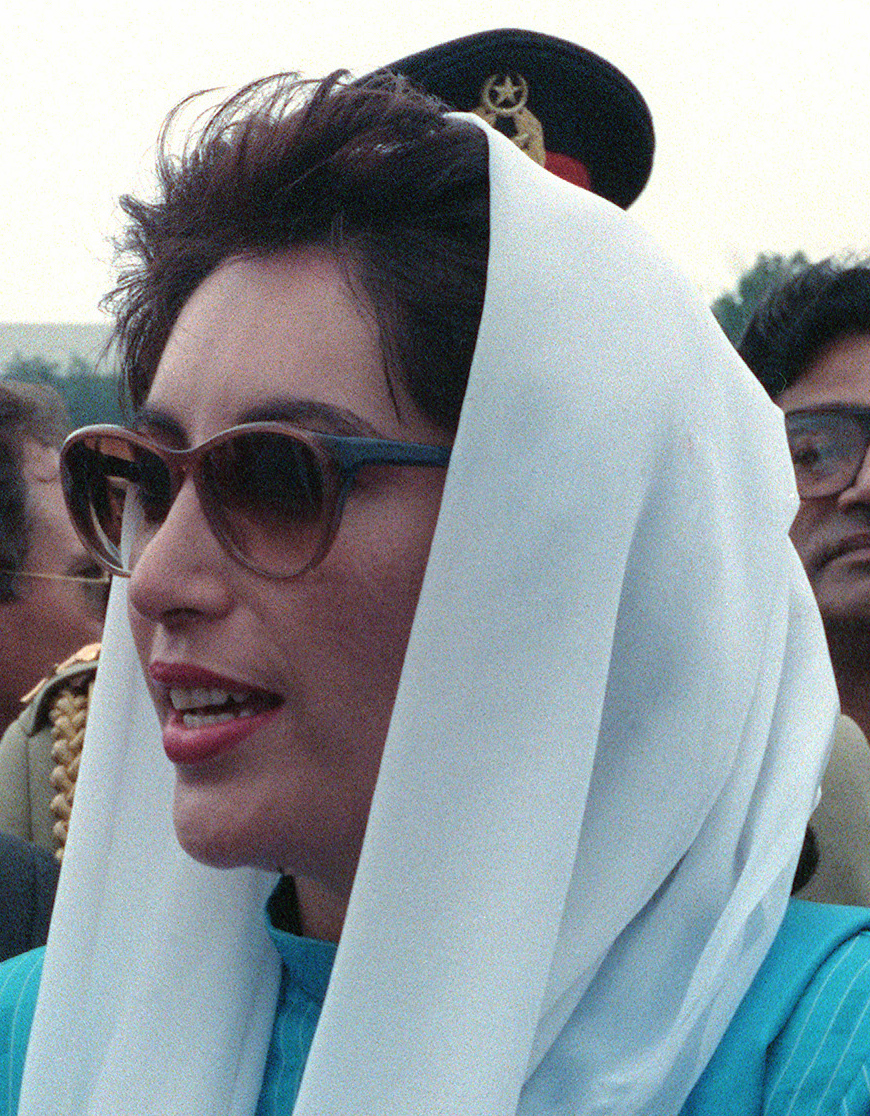
Benazir Bhutto

- Islamabad/Pakistan: Präsident Ghulam Ishaq Khan löst die Nationalversammlung, das Abgeordnetenhaus des Parlaments, vorzeitig auf und entbindet Premierministerin Benazir Bhutto von der Volkspartei (PPP) ihrer Aufgaben. Gegen die Politikerin wird wegen Korruption ermittelt, doch diese Ermittlungen betrachtet die PPP als Vorwand für die Absetzung.[4]
- New York/Vereinigte Staaten: Der Sicherheitsrat der Vereinten Nationen beschließt in seiner Resolution 661 ein Waffen- und Finanzembargo sowie umfangreiche Wirtschaftssanktionen gegen den Irak, da dieser sich weigert, die Resolution 660 des Rats vom 2. August umzusetzen, nach welcher die Besatzungstruppen des Irak aus Kuwait abzuziehen sind.[5]

### Dienstag, 7. August 1990

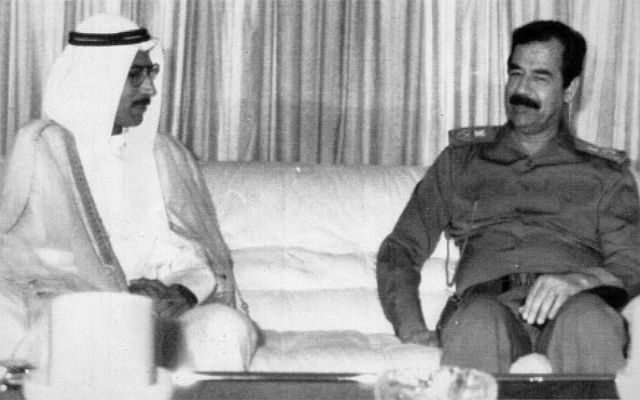
Hussein Ali, Saddam Hussein

- Bagdad/Irak: Der irakische Staatspräsident Saddam Hussein empfängt den neuen Premierminister von Kuwait Alaa Hussein Ali.

### Donnerstag, 9. August 1990
- New York/Vereinigte Staaten: Der Sicherheitsrat der Vereinten Nationen fordert den Irak in seiner Resolution 662 auf, sich „unverzüglich und bedingungslos“ aus allen Stellungen in Kuwait zurückzuziehen und das Land zu verlassen.[6]

### Freitag, 10. August 1990
- Chanlar/Sowjetunion: Im Bergkarabachkonflikt zwischen Armeniern und Aserbaidschanern verüben zwei armenische Terroristen in der Aserbaidschanischen SSR ein Sprengstoff-Attentat auf einen Überlandbus, der sich auf dem Weg von Tiflis in der Georgischen SSR nach Ağdam befindet. Dem Anschlag fallen nach aserbaidschanischen Angaben 20 Insassen zum Opfer und 30 weitere Personen werden verletzt.[7]

### Sonntag, 12. August 1990
- Meade County/Vereinigte Staaten: Im Bundesstaat South Dakota stößt die Paläontologin Susan Hendrickson auf Teile eines der größten und vollständigsten bisher gefundenen Skelette eines Dinosauriers. Das entdeckte Exemplar der Gattung Tyrannosaurus lag circa 67 Millionen Jahre im Erdboden.[8]

### Freitag, 17. August 1990
- Deutschland: Der ostdeutsche Radiosender DT64 und der süddeutsche Sender SDR 3 beginnen mit der Ausstrahlung der Top 2000 D – ein gemeinsames Projekt zur Ermittlung von „gesamtdeutschen“ Hörercharts. Die „längste Hitparade der Welt“ wurde vom 12. April 1990 bis zum 16. August ermittelt und bis zum 25. August 1990 gesendet.[9]

### Sonntag, 19. August 1990
- Berlin/Deutschland: Die Sozialdemokratische Partei in der DDR (SPD) kündigt ihr Ausscheiden aus der Regierung de Maizière zum 20. August an. Dadurch werden die verbleibenden Parteien der Regierung keine parlamentarische Mehrheit mehr stellen. Mit ihrem Wechsel in die Opposition zieht die SPD die Konsequenzen aus der Entlassung von Ministern, die Ministerpräsident Lothar de Maizière (CDU) mit verfehlter Wirtschaftspolitik begründete.[10]
- Comrat/Sowjetunion: Zwei Monate nach der Unabhängigkeitserklärung des Obersten Sowjets der Moldauischen SSR rufen orthodox-kommunistische Kräfte die „Gagausische Sozialistische Sowjetrepublik“ in Südmoldawien aus. Ziel ist die enge Verknüpfung der Region Gagausien mit der Zentralregierung in Moskau. Die Mehrheit der ansässigen Bevölkerung empfindet die Politik der neuen Regierung der Moldauischen SSR in Chișinău als rumänisch-nationalistisch.[11]

### Mittwoch, 22. August 1990
- Aşgabat/Sowjetunion: Die Turkmenische SSR, ein mehrheitlich von Muslimen bewohnter Landesteil an der Grenze zu Iran und Afghanistan, erklärt ihre Souveränität innerhalb der Sowjetunion. Eine Zustimmung der Zentralregierung in Moskau gilt als unwahrscheinlich, auch weil das Konstrukt einer unabhängigen Sowjetrepublik im Staatsaufbau nicht vorgesehen ist.[12]

### Donnerstag, 23. August 1990

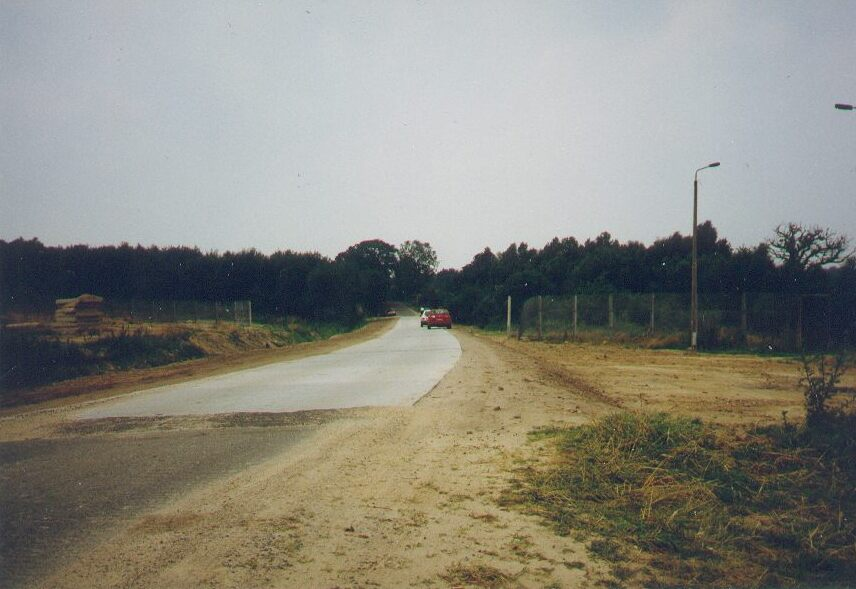
Der Beitritt der DDR zur BRD ist beschlossen, im Bild eine der provisorischen Verkehrsverbindungen zwischen den beiden Staaten

- Berlin/Deutschland: In der Nacht zum 23. August beschließt die Volkskammer, das Parlament der DDR, mit 294 von 363 abgegebenen Stimmen den Beitritt der Deutschen Demokratischen Republik zum Geltungsbereich des Grundgesetzes der Bundesrepublik Deutschland gemäß Artikel 23 des Grundgesetzes. Der Beitritt soll am 3. Oktober erfolgen. Artikel 146 des Grundgesetzes bleibt in Folge des Abstimmungsergebnisses unberührt, es wird keine neue Verfassung an Stelle des Grundgesetzes geben.[13][14][15]

### Freitag, 24. August 1990

Neue Flagge der Republik Armenien

- Jerewan/Sowjetunion: Drei Monate nach dem Sieg der Opposition bei den Parlamentswahlen in der Republik Armenien wird die Flagge der Teilrepublik mit Hammer und Sichel gegen die rot-blau-orange Trikolore der bis 1922 existierenden Demokratischen Republik Armenien ausgetauscht.[16]

### Samstag, 25. August 1990
- Richterswil/Schweiz: Gegen die Frauen-Nationalmannschaft der Schweiz bestreitet die österreichische Fußballnationalmannschaft der Frauen ihr erstes offizielles Länderspiel. Das Team aus Österreich unterliegt mit 1:5.[17]

### Sonntag, 26. August 1990
- Badajoz/Spanien: Die seit 1967 schwelende Familienfehde im Dorf Puerto Hurraco in der Provinz Badajoz zwischen den Familien Cabanilla und Izquierdo eskaliert, als Emilio und Antonio Izquierdo mit zwei Flinten neun Menschen auf offener Straße erschießen, nicht alle davon Mitglieder der Familie Cabanilla, und weitere zwölf Personen schwer verwunden.[18]

### Dienstag, 28. August 1990
- Bagdad/Irak: Der Irak erklärt sein militärisch von ihm besiegtes und 17.818 qkm großes südliches Nachbarland Kuwait zu seiner 19. Provinz.[19]

### Donnerstag, 30. August 1990
- Wien/Österreich: Die Bundesrepublik Deutschland erklärt in Abstimmung mit der DDR, dass sie die Gesamtstärke der einigungsbedingt bald vergrößerten Teilstreitkräfte Heer, Luftwaffe und Marine bis Ende des Jahres 1994 auf 370.000 Soldaten reduzieren wird.[20]

### Freitag, 31. August 1990

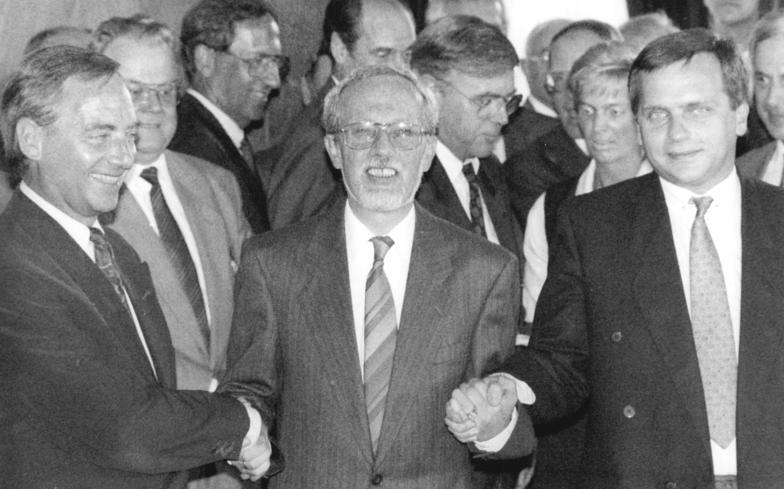
Wolfgang Schäuble, Lothar de Maizière, Günther Krause

- Berlin/Deutschland: Im Kronprinzenpalais wird der Einigungsvertrag über den Beitritt der DDR einschließlich des sowjetischen Sektors der Stadt Berlin zur Bundesrepublik Deutschland (BRD) unterzeichnet. Die Verhandlungen führten Bundesinnenminister Wolfgang Schäuble für die BRD und Staatssekretär Günther Krause für die DDR. Die von der Volkskammer für den 14. Oktober geplante Wiedereinführung der Länder in Nachfolge der Bezirke der DDR wird auf den 3. Oktober vorverlegt. An diesem Tag soll der Beitritt erfolgen.[21][22]
- Genf/Schweiz: Der 1988 einberufene Zwischenstaatliche Ausschuss für Klimaänderungen präsentiert mit dem Bericht „World Meteorologica I“ seine erste Bestandsaufnahme zu den Gründen des weltweiten Klimawandels und formuliert darin mögliche Maßnahmen, um die Änderung des Klimas zu stoppen. Eine stark verminderte Emission von Spurengasen, die den Treibhauseffekt verstärken, wird als entscheidende Option angesehen.[23]